# To Kjærlighetssanger
To Kjærlighetssanger (Noors voor Twee liefdesliedjes) is een compositie van Johan Kvandal. Kvandal voorzag twee gedichten van Arnulf Øverland van muziek.
De twee liederen zijn:
1. En rose (Een roos)
2. I berget (In de berg)

De Noorse muziekcentrale heeft een niet commerciële opname in haar bezit, gezongen door Kirsten Taranger begeleid door Ivar Anton Waagaard.